# Frullania udarii
Frullania udarii là một loài Rêu trong họ Jubulaceae. Loài này được V. Nath & Ajit P. Singh mô tả khoa học đầu tiên năm 2006.